# Comuna de Nadarzyn
Nadarzyn (polaco: Gmina Nadarzyn) é uma gminy (comuna) na Polónia, na voivodia de Mazóvia e no condado de Pruszkowski. A sede do condado é a cidade de Nadarzyn.
De acordo com os censos de 2004, a comuna tem 9546 habitantes, com uma densidade 130 hab/km².

## Área
Estende-se por uma área de 73,4 km², incluindo:
- área agrícola: 67%
- área florestal: 18%

## Demografia
Dados de 30 de Junho 2004:
|                      | Total   | Total | Mulheres | Mulheres | Homens  | Homens |
| -------------------- | ------- | ----- | -------- | -------- | ------- | ------ |
|                      | pessoas | %     | pessoas  | %        | pessoas | %      |
| População            | 10 046  | 100   | 5206     | 51,8     | 4840    | 48,2   |
| Densidade (pop./km²) | 136,9   | 100   | 70,9     | 70,9     | 65,9    | 65,9   |

De acordo com dados de 2002, o rendimento médio per capita ascendia a 2526,78 zł.

## Subdivisões
Kajetany, Krakowiany, Młochów-Bieliny-Żabieniec, Nadarzyn, Parole, Rozalin, Rusiec, Stara Wieś, Strzeniówka, Szamoty, Urzut-Kostowiec, Walendów, Wola Krakowiańska, Wolica.

## Comunas vizinhas
- Brwinów, Grodzisk Mazowiecki, Lesznowola, Michałowice, Raszyn, Tarczyn, Żabia Wola